# Проффер, Эллендея
Элленде́я Про́ффер Ти́сли (англ. Ellendea Proffer Teasley; 24 ноября 1944, Филадельфия) — американская писательница, издатель и переводчик русской литературы на английский язык.

## Биография
Окончила Мэрилендский университет в Колледж-Парке в 1966 году и аспирантуру в Индианском университете. Тема докторской диссертации — творчество Михаила Булгакова. Была замужем за Карлом Проффером, вместе с которым в 1971 году основала издательство «Ардис», выпускавшее русскую литературу на английском и русском языках.
Автор книги о Михаиле Булгакове по-английски, переводчик его пьес и прозы. Составила и отредактировала фотоальбомы Владимира Набокова, Марины Цветаевой, Николая Евреинова и др.
В 1989 году получила премию Мак-Артура за свою работу как «автор, переводчик, директор и один из создателей издательства „Ардис“, которое способствовало поддержке русской литературы».
В 2002 году Проффер продала «Ардис» издательству «Overlook Press».
Архив «Ардиса» хранится в Мичиганском университете. В архиве находятся рукописи, машинописные тексты, переписка, книги, фотографии и гранки.
В 2015 году опубликовала мемуары об Иосифе Бродском: «Бродский среди нас». В США книга вышла под названием Brodsky Among Us в 2017 году.

## Публикации
- Mikhail Bulgakov: Life and Work (1984)
- A Pictorial Biography of Vladimir Nabokov (1991)
- Проффер Тисли Э. Бродский среди нас = Brodsky Among Us / Пер. с англ. В. Голышев. — М.: АСТ, Corpus, 2015. — 224 с. — 8000 экз. — ISBN 978-5-17-088703-3.
- Teasley, Ellendea Proffer. Brodsky Among Us. Academic Studies Press, 2017. ISBN 9781618115782 (hardcover) / 9781618115799 (paperback)